# Lance LeGault
William Lance LeGault (* 2. Mai 1935 in Chicago, Illinois; † 10. September 2012 in Los Angeles, Kalifornien) war ein US-amerikanischer Schauspieler, der überwiegend Nebenrollen in einigen bekannten Serien wie Das A-Team oder Airwolf hatte.

## Leben
Lance LeGault war der Sohn von Mary Jean Kovachevich († 21. Dezember 1980) und Ernest Legault (1906–1941). Sein Vater Ernest stammte aus der Gemeinde Moose Creek (North Stormont) im Osten von Ontario und hatte frankokanadische Wurzeln, seine Mutter Mary wuchs in Illinois auf und war die Tochter von Immigranten aus Österreich-Ungarn; sie lebten in ärmlichen Verhältnissen.
Nach dem frühen Tod seines Vaters im Jahr 1941 lebte er bis zur Wiederheirat seiner Mutter im Jahr 1943 im Waisenhaus. Er begann bereits im Alter von elf Jahren zu arbeiten; von einer regionalen Bahngesellschaft wurde er später entlassen, als diese feststellte, dass er nicht wie behauptet achtzehn Jahre alt sei, sondern erst Dreizehn.
Seine Kindheit und Jugend verbrachte er in Chillicothe, Illinois, und besuchte dort die Chillicothe Township High School, von der er 1955 abging. Nach seiner Schulzeit erhielt er ein Football-Stipendium an der Wichita State University und studierte Betriebswirtschaftslehre, gab das Studium aber nach zwei Jahren auf, um sich seiner Musikkarriere zu widmen.
Er war mit seiner Frau Teresa 35 Jahre lang verheiratet; aus der Ehe stammen die beiden Töchter Mary und Teresa und die beiden Söhne Marcus und Lance. Lance LeGault starb am 12. September 2012 in Los Angeles im Alter von 77 Jahren an Herzversagen.

## Karriere
Seine Karriere begann er als Double von Elvis Presley in den Filmen Girls! Girls! Girls! (1962), Die wilden Weiber von Tennessee (1964) und Tolle Nächte in Las Vegas (1964).
Es folgte ein langjährige Karriere als Nebendarsteller in zahlreichen Fernsehserien. In seiner bekanntesten Rolle verkörperte er Colonel Roderick Decker in der Serie Das A-Team. Ebenso spielte er einen Armee-Angehörigen in den Serien Magnum und Airwolf. Weitere Gastauftritte hatte er in den Serien Rauchende Colts, Die Küste der Ganoven, Flucht ins 23. Jahrhundert, Kampfstern Galactica, Buck Rogers, Ein Duke kommt selten allein, Die Zeitreisenden, Columbo, Knight Rider, MacGyver und Raumschiff Enterprise: Das nächste Jahrhundert. In Dallas verkauft er J. R. einen Schrotttanker.

## Filmographie (Auswahl)
- 1977: Tote Killer morden nicht (The Mask of Alexander Cross) (Fernsehfilm)
- 1978: Coma
- 1978: Der unglaubliche Hulk (The Incredible Hulk) (Fernsehserie)
- 1979: Victor Charlie ruft Lima Sierra (The French Atlantic Affair; Fernseh-Miniserie, 3 Folgen)
- 1979: Captain America
- 1980–1988: Magnum
- 1981: Ich glaub’ mich knutscht ein Elch! (Stripes)
- 1981–1982: Der Denver-Clan
- 1983–1986: Das A-Team (Fernsehserie, 20 Episoden)
- 1984: Knight Rider (Staffel 2 – Folge 13)
- 1985: Airwolf (Staffel 2 – Folge 1) Menschenjagd auf Texanisch als Sheriff
- 1987: Sledge Hammer, Fernsehserie, Staffel 1 Folge 22
- 1987: Three on a Match
- 1987: Kidnapped
- 1988: Mord ist ihr Hobby (Fernsehserie, Staffel 4 Folge 20)
- 1989: Raumschiff Enterprise – Das nächste Jahrhundert (Star Trek: The Next Generation, Fernsehserie, eine Folge)
- 1992: Columbo: Bluthochzeit (No Time to Die, Fernsehreihe)
- 1993: Für Gesetz und Mord
- 1994: Renegade – Gnadenlose Jagd (Staffel 3, Folge 7)
- 1996: Dark Breed – Invasion aus dem All
- 2012: Prince Avalanche